# جوزيف أنطون فيشر
جوزيف أنطون فيشر (بالألمانية: Joseph Anton Fischer)‏ هو رسام ألماني، ولد في 28 فبراير 1814 في أوبرستدورف في ألمانيا، وتوفي في 28 مارس 1859 في ميونخ في ألمانيا.